# NGC 7491
NGC 7491 (другие обозначения — PGC 70546, MCG -1-59-2, IRAS23054-0614) — галактика в созвездии Водолей.
Этот объект входит в число перечисленных в оригинальной редакции «Нового общего каталога».